# NGC 1406

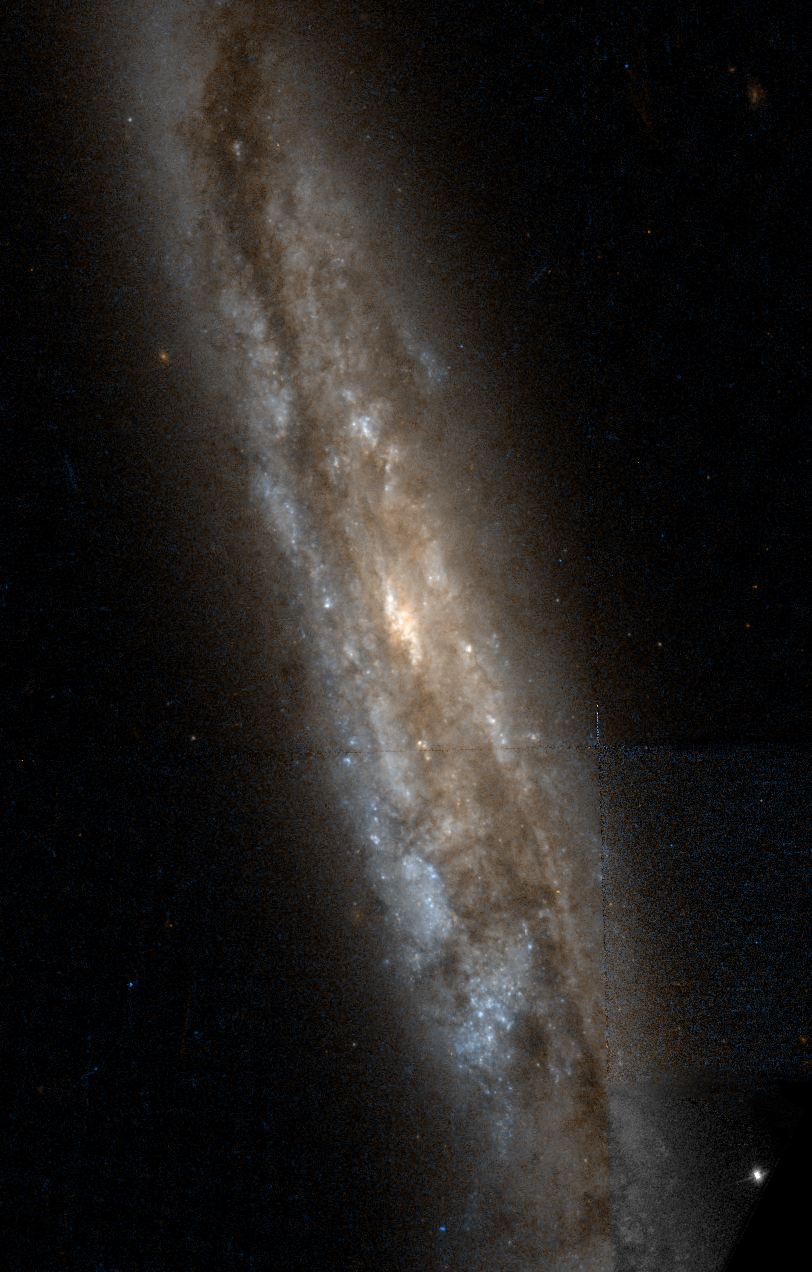
NGC 1406 par le télescope spatial Hubble.

NGC 1406 est une galaxie spirale barrée vue par la tranche et située dans la constellation du Fourneau. NGC 1406 a été découverte par l'astronome britannique John Herschel en 1835.

## Caractéristiques
La classe de luminosité de NGC 1406 est II-III et elle présente une large raie HI. Elle renferme également des régions d'hydrogène ionisé.

### Distance
Sa vitesse par rapport au fond diffus cosmologique est de 974 ± 8 km/s, ce qui correspond à une distance de Hubble de 14,4 ± 1,0 Mpc (∼47 millions d'al).
À ce jour, 22 mesures non basées sur le décalage vers le rouge (redshift) donnent une distance de 18,105 ± 2,507 Mpc (∼59,1 millions d'al), ce qui est légèrement à l'extérieur des valeurs de la distance de Hubble. Notons cependant que c'est avec la valeur moyenne des mesures indépendantes, lorsqu'elles existent, que la base de données NASA/IPAC calcule le diamètre d'une galaxie et qu'en conséquence le diamètre de NGC 1406 pourrait être d'environ 23,1 kpc (∼75 300 al) si on utilisait la distance de Hubble pour le calculer. 

### Luminosité dans l'infrarouge
La luminosité de la galaxie NGC 1406 dans l'infrarouge lointain (de 40 à 400 µm)  est égale à 1,26 × 1010 {\displaystyle L_{\odot }} (1010,10{\displaystyle L_{\odot }}) et sa luminosité totale dans l'infrarouge (de 8 à 1 000 µm) est de 1,66 × 1010 {\displaystyle L_{\odot }} (1010,22{\displaystyle L_{\odot }}).

## Groupe de NGC 1399 et l'amas du Fourneau
NGC 1406 fait partie du groupe de NGC 1399. Ce groupe fait partie de l'amas du Fourneau et il comprend au moins 42 galaxies, dont NGC 1326, NGC 1336, NGC 1339, NGC 1344 (=NGC 1340), NGC 1351, NGC 1366, NGC 1369, NGC 1373, NGC 1374, NGC 1379, NGC 1387, NGC 1399, NGC 1419, NGC 1425, NGC 1427, NGC 1428, NGC 1437 (=NGC 1436), NGC 1460, IC 1913 et IC 1919.